# HGNC
O HGNC ou HUGO Gene Nomenclature Committee (Comité de Nomenclatura de Genes de HUGO) é um comité pertencente à Human Genome Organisation ou HUGO (Organização do Genoma Humano), que tem a missão de aprovar um nome único e com sentido para a cada um dos genes humanos conhecidos se baseando em consultas a experientes. Além de um nome longo, o HGNC atribui também à cada gene uma abreviatura, denominada símbolo. Entre os genes humanos que se nomearam se incluem essencialmente os genes codificantes de proteínas, genes de ARN e pseudogenes.

## Propósito
Com frequência as abreviaturas/símbolos dos genes e às vezes inclusive os nomes completos dos genes não são específicos para um único gene. Um exemplo claro disto é o símbolo CAP, que pode se referir a 6 genes diferentes (BRD4, CAP1, LNPEP, PTPLA, SERPINB6, e SORBS1).
Os nomes curtos de genes do HGNC, ou os símbolos de genes, a diferença dos símbolos publicados e usados anteriormente, atribuem-se especificamente a um único gene. Isto pode dar lugar a ter que usar abreviaturas ou símbolos menos comuns para alguns genes com o fim de evitar repetições, mas reduz a confusão com respeito a que gene se faz referência.

## Directrizes para a nomenclatura de genes
O HGNC resume sua estratégia para nomear genes e atribuir-lhes símbolos (abreviaturas) da seguinte maneira:
1. o símbolo do gene deve ser único
2. os símbolos só deveriam conter letras do alfabeto latino e números arábicos
3. os símbolos não deveriam conter sinais de pontuação ou acentuação nem a letra "G" para indicar gene
4. os símbolos não conterão nenhuma referência à espécie que os possui, por exemplo, os genes humanos não conterão "H/h"

A descrição completa das directrizes da nomenclatura do HGNC podem encontrar em sua página web . O HGNC dedica os apêndices _v1, _v2,.. a distinguir entre diferentes variantes de splicing e os _pr1, _pr2,.. às variantes de promotores de um só gene.
O HGNC declara também que "a nomenclatura dos genes deveria evoluir com as novas tecnologias em vez de ser restritiva como às vezes ocorre quando se aplicam sistemas históricos de nomenclatura de genes únicos".
As directrizes completas para a nomeação de genes humanos publicaram-se por última vez em 2002, mas o HGNC sacou posteriormente guias para tipos de locus específicos como os loci retrovirais endógenos, variantes estruturais e ARN não codificantes.

## Procedimento de nomenclatura dos genes
Quando se atribui uma nova nomenclatura de genes o HGNC faz esforços para contactar com os autores que publicaram sobre o gene humano em questão por correio electrónico e se solicitam suas respostas sobre a nomenclatura proposta. O HGNC também se coordena com os Comités de Nomenclatura Genomica da Rata e o Rato, com outros conservadores de bancos de dados, e experientes em famílias de genes específicas ou conjuntos de genes.

## Revisão
O procedimento de revisão do nome do gene é similar ao procedimento de nomenclatura, mas mudar o nome de um gene já padronizado após que se atinja um consenso pode criar confusão e a vantagem do fazer é, portanto, controvertida. Por esta razão o HGNC aspira a que as mudanças no nome de um gene se façam só se há um amplo acordo para realizar entre a maioria dos pesquisadores que trabalham com esse gene.